# Aldee
Aldee ist eine brasilianische Fahrzeugmarke.

## Markengeschichte
Der Motorradrennfahrer Almir José Donato gründete 1983 das Unternehmen Almir Donato Equipamentos Esportivos in São Paulo. Er stellte Zubehör her und baute Pick-ups zu Doppelkabinen um. 1987 präsentierte er sein erstes Automobil, hergestellt von Metalúrgica Demoral aus dem gleichen Ort. Der Markenname lautet Aldee. Bis 1990 entstanden 16 Straßenfahrzeuge. Eine staatliche Quelle kennt Fahrzeuge der Baujahre bis 1993. 1990 begann die Produktion von Rennwagen, die bis heute anhält.

## Fahrzeuge
Das erste Fahrzeug war der GT 1.8 Street. Die Plattform des VW Gol bildete die Basis. Darauf wurde eine Coupé-Karosserie aus Fiberglas montiert. Auffallend waren die Klappscheinwerfer. Ein Vierzylindermotor mit 1800 cm³ Hubraum trieb die Fahrzeuge zunächst an. Ab 1988 war auch ein größerer Motor mit 2000 cm³ Hubraum erhältlich, der in der Sportversion 180 PS leistete. Eines dieser Fahrzeuge gewann 1990 die Kategorie 1.6 der Mil Milhas Brasileiras.
Das Modell wurde als Racing für den Motorsport weiter entwickelt und erhielt einen Rohrrahmen. Bis 1996 entstanden hiervon 54 Fahrzeuge.
1996 erschien der Spyder. Dieser offene zweisitzige Rennwagen mit Rohrrahmen und Mittelmotor wiegt nur 630 kg. Ein VW-Motor mit 1998 cm³ bis 2050 cm³ Hubraum und rund 220 PS Leistung treibt die Fahrzeuge an. Bisher entstanden über 200 Stück.